# Vouzeron
Vouzeron é uma comuna francesa na região administrativa do Centro, no departamento Cher. Estende-se por uma área de 55,13 km². Em 2010 a comuna tinha 590 habitantes (densidade: 10,7 hab./km²).